# Contea di Yangxi
La contea di Yangxi (阳西县S, Yángxī XiànP) è una contea della Cina, situata nella provincia del Guangdong e amministrata dalla prefettura di Yangjiang.